# Lilium martagon
Lilium martagon, también llamado martagón, lirio llorón o bozo, es un lirio propio de bosques y lugares umbríos (melojares, robledales, hayedos y encinares) hasta 2000 m.

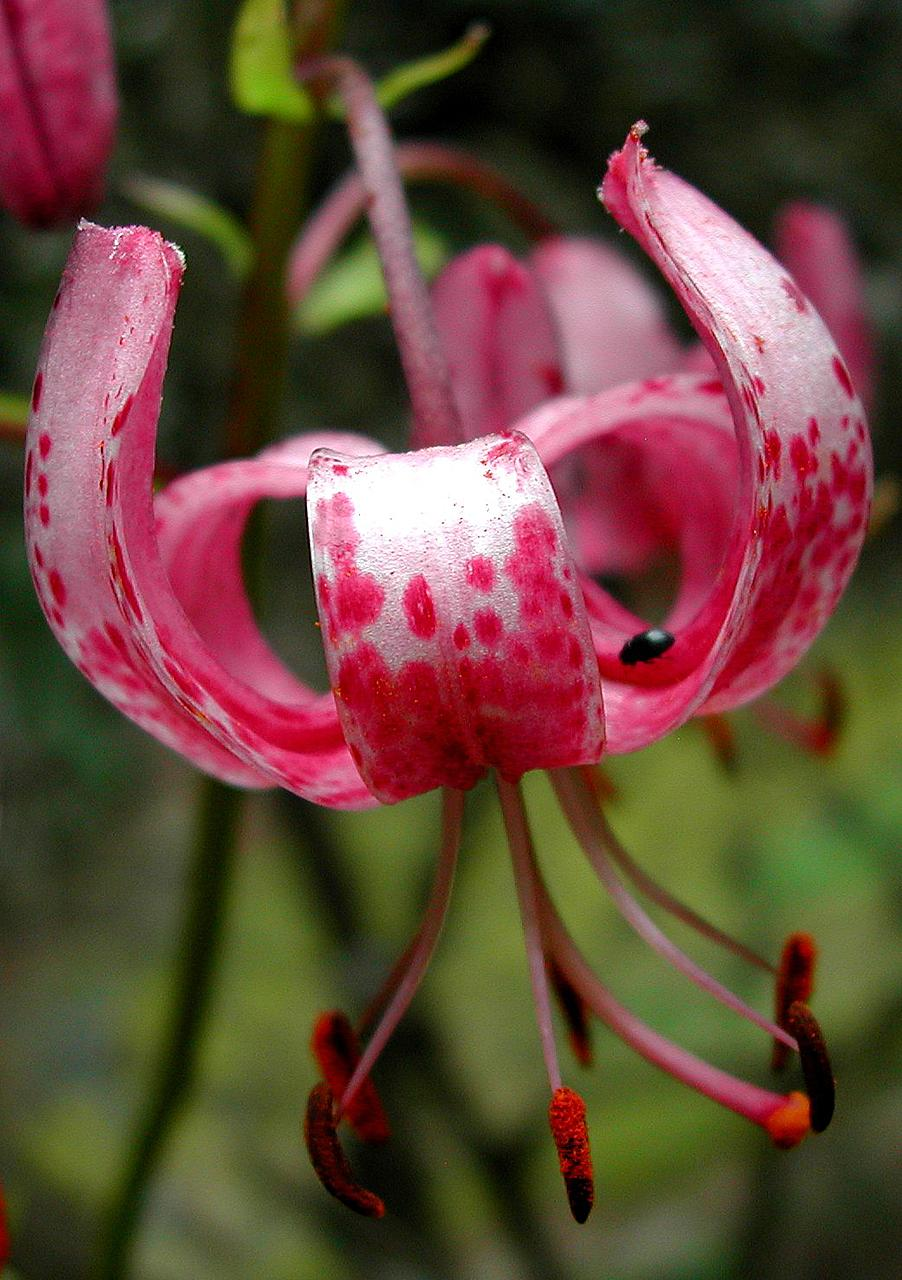
Flor

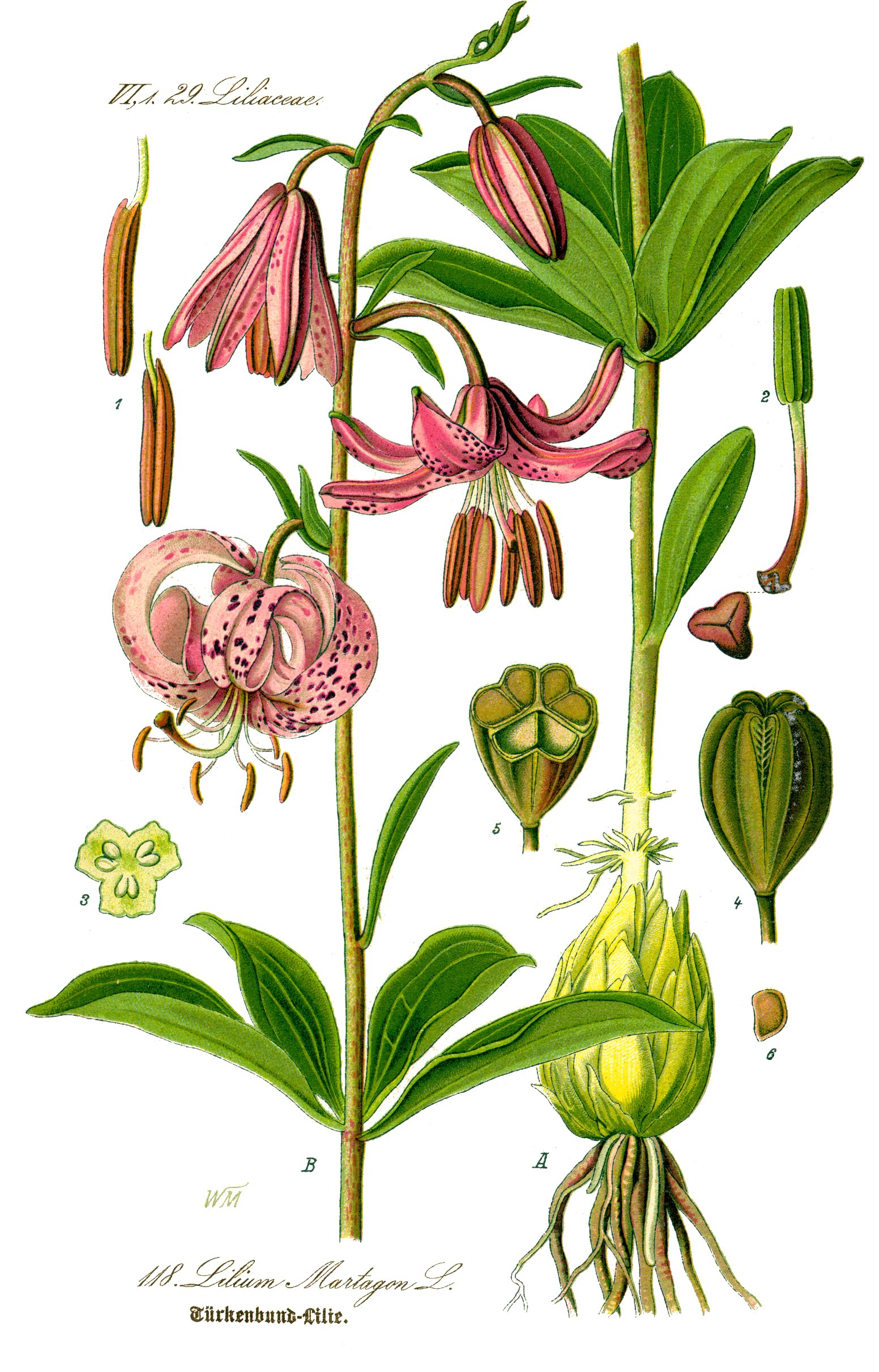
Ilustración

## Descripción
Posee un bulbo pequeño y amarillento, con un tallo grueso que puede llegar al metro de alto, sobre él se sitúan las hojas, lanceoladas en verticilos, sobre todo en la zona central del tallo.
Las flores se agrupan en un ramillete de 3 a 8 florecillas colgantes, de tonalidad rosa-violáceo y pequeñas manchas púrpuras superpuestas. Sus pétalos se arquean hacia arriba formando una especie de corona. En el centro de ven grandes estambres y el pistilo de color anaranjado. Despiden un aroma muy intenso desagradable que es una adaptación a la polinización por moscas. Florece en primavera y verano.
El fruto es una cápsula de tonalidad blanquecina y textura de papiro.

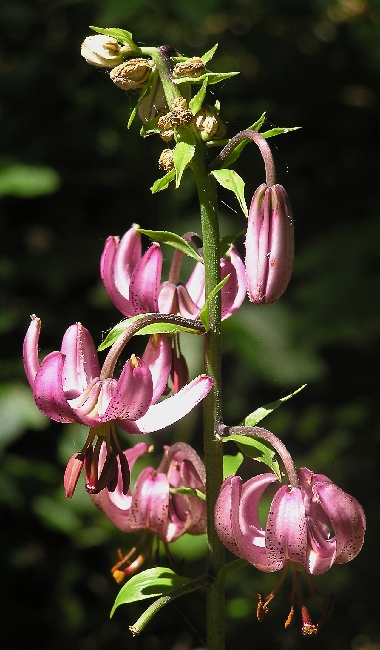
Inflorescencia

## Hábitat
Bosques, maleza, y a veces en las fisuras frescas y húmedas de las zonas montañosas. A menudo cultivada.

## Distribución
Gran parte de Europa , excepto Irlanda e Islandia. Introducida en Gran Bretaña, Dinamarca, Noruega, Suecia, Finlandia, Holanda y Bélgica. En España en zonas montañosas como los Pirineos, en tierras umbrias de la Serrelada litoral del Maresme en Barcelona, Sierra de Gredos y Parque natural de Somiedo. Y Asturias.

## Componentes principales
- Estirionoplastos:
  - Liliosterinas
  - Antocianinas
- Azúcares
- Almidón
- Escilina
- Mucílago
- Taninos

## Taxonomía
Lilium martagon fue descrita por Carlos Linneo y publicado en Species Plantarum 1: 303. 1753.

## Variedades ySinonimia

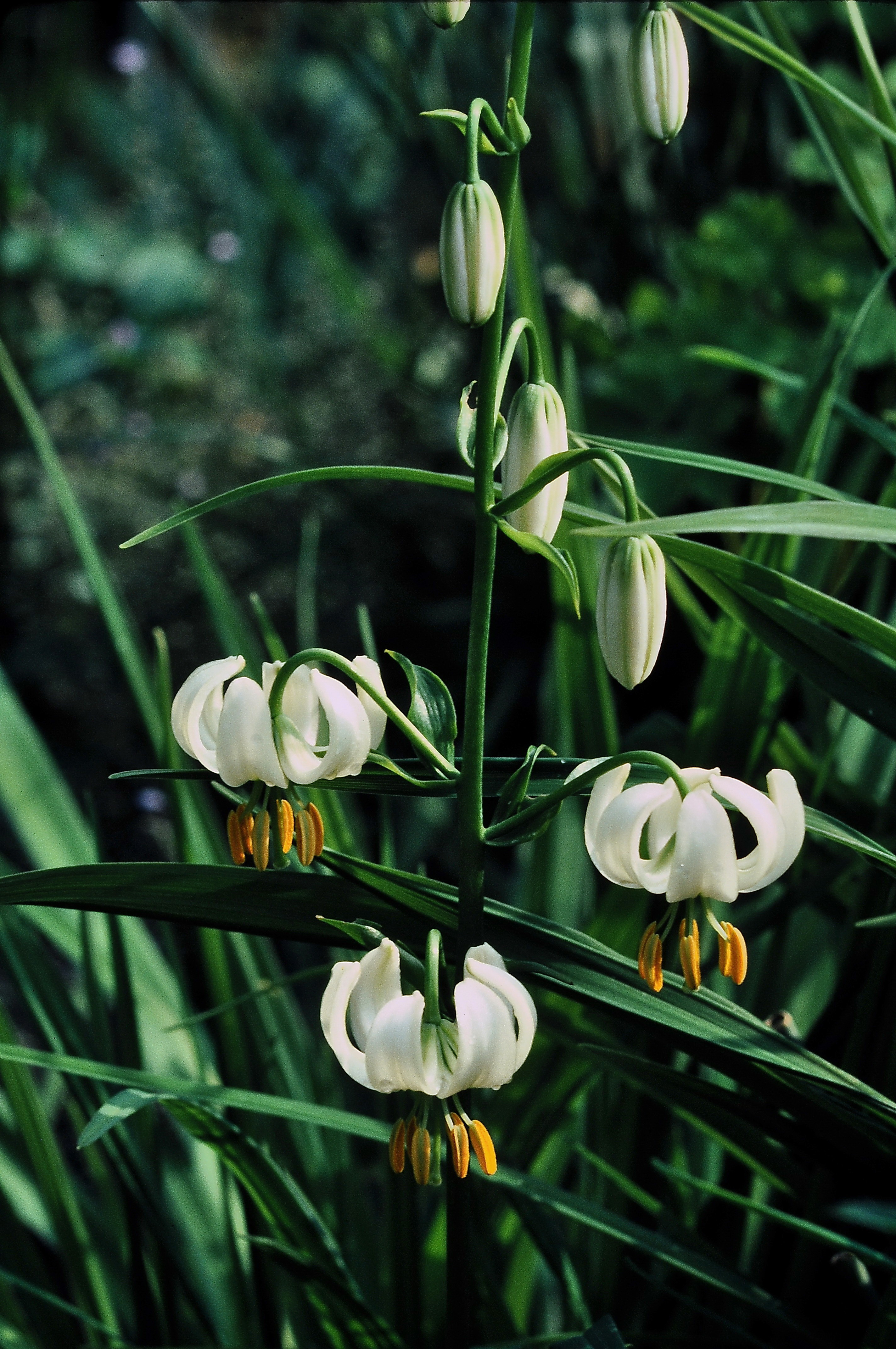
Lirio llorón blanco

var. martagon. desde el centro de Europa hasta Mongolia.
- Lilium hirsutum Mill., Gard. Dict. ed. 8: 10 (1768)
- Lilium verticillatum Gilib., Excerc. Phyt. 2: 466 (1792), opus utique oppr.
- Lilium versicolor Salisb., Prodr. Stirp. Chap. Allerton: 237 (1796).
- Lilium milleri Schult., Observ. Bot.: 67 (1809).
- Lilium glabrum Spreng., Syst. Veg. 2: 62 (1825).
- Martagon sylvaticum Opiz, Seznam: 63 (1852).
- Lilium alpinum Kit., Linnaea 32: 335 (1863).
- Martagon montanum Fourr., Ann. Soc. Linn. Lyon, n.s., 17: 158 (1869).
- Lilium cattaniae (Vis.) Vis., Mem. Reale Ist. Veneto Sci. 16: 64 (1871).
- Lilium dalmaticum Vis., Mem. Reale Ist. Veneto Sci. 16: 64 (1871), pro syn.
- Lilium catanii Baker, J. Roy. Hort. Soc., n.s., 4: 45 (1877).
- Lilium martagonum St.-Lag., Ann. Soc. Bot. Lyon 7: 129 (1880), orth. var.
- Lilium villosum Cavara, Malpighia 12: 445 (1898).
- Lilium caucasicum (Miscz.) Grossh., Fl. Kavkaza, ed. 2, 2: 142 (1940).

var. pilosiusculum Freyn, Oesterr. Bot. Z. 40: 224 (1890). Desde los Urales en Rusia hasta el norte de Xinjiang en China.
- Lilium pilosiusculum (Freyn) Miscz., Trudy Bot. Muz. Imp. Akad. Nauk 8: 192 (1911).[2]

## Nombre comunes
- Castellano: ajo del antojil, ajo del antosil, azucena, azucena de Almodóvar, azucena silvestre, flor de un día, lirio amarillo, lirio amarillo salvaje, lirio bravo, lirio navarro, lirio silvestre, martagon, martagón, martagon común, samarro.[3]